# Суперконтинент

Лавразія і Гондвана. Тріас.

Карта Пангеї

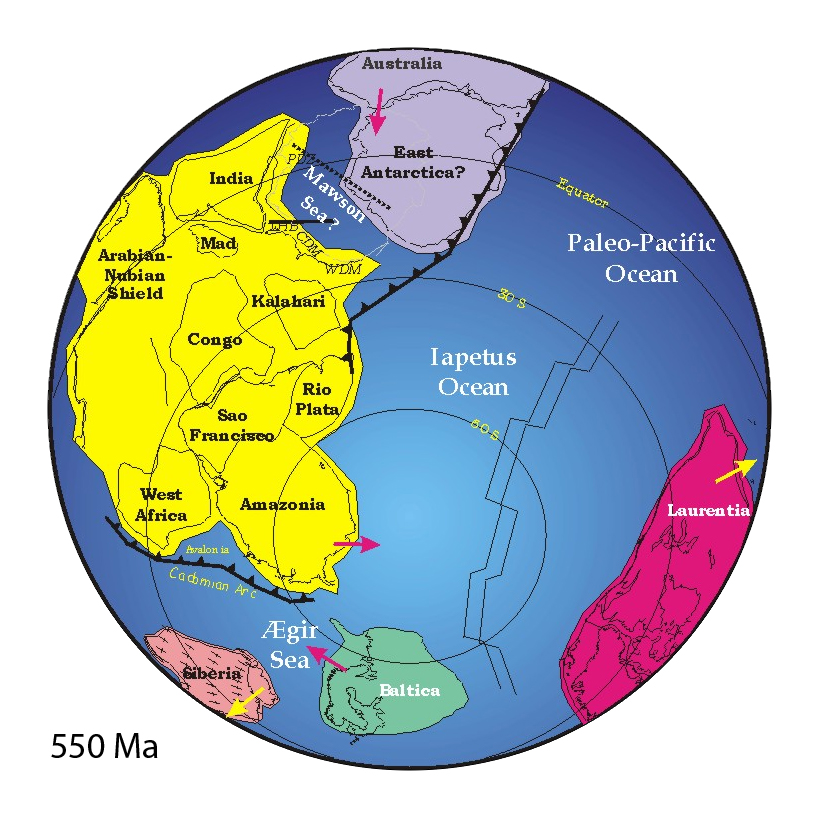
Родинія. Едіакарій.

Лавруссія у девоні

Суперконтине́нт — у тектоніці плит континент, який містить майже всю континентальну кору Землі.
Вивчення історії переміщення континентів показало, що з періодичністю близько 600 млн років всі континентальні блоки збираються в єдиний блок, який потім розколюється.

## Загальний опис
У геології суперконтинент — це сукупність більшості або всіх континентальних блоків або кратонів Землі для формування єдиної великої суші. Однак деякі геологи використовують інше визначення, «угруповання раніше розсіяних континентів», яке залишає простір для тлумачення та легше застосувати до докембрійських часів. Щоб відокремити суперконтиненти від інших угруповань, було запропоновано межу, згідно з якою континент повинен включати принаймні близько 75 % континентальної кори, яка тоді існувала, щоб кваліфікуватися як суперконтинент.
Рухаючись під впливом тектоніки плит, суперконтиненти неодноразово збиралися та розсіювались у геологічному минулому. Згідно з сучасними визначеннями, суперконтиненту сьогодні не існує; найближчим є нинішня афро-євразійська суша, яка займає приблизно 57 % загальної площі суші Землі. Останній період, коли континентальні масиви були близькі один до одного, був від 336 до 175 мільйонів років тому, утворюючи суперконтинент Пангея. Положення континентів було точно визначено ще в ранньому юрському періоді, незадовго до розпаду Пангеї. Попередник Пангеї Гондвана не вважається суперконтинентом за першим визначенням, оскільки на той час суші Балтія, Лаврентії та Сибіру були розділеними.
Вважається, що майбутній суперконтинент під назвою Пангея Ультима сформується протягом наступних 250 мільйонів років.
Суперконтинентальний цикл — інтервал часу між послідовними об'єднаннями всієї суші планети в єдиний суперконтинент. Наукою встановлено, що земна кора постійно перебудовується: її блоки рухаються відносно один одного, що призводить до переміщення, зіткнення і розпаду континентів. При цьому точно невідомо, чи змінюється загальна кількість континентальної кори. Один суперконтинентальний цикл триває від 300 до 500 мільйонів років.
Колізія континентів призводить до укрупнення континентів, в той час як рифтинг породжує нові (менші) континенти. Останній суперконтинент, Пангея, утворився 300 мільйонів років тому. Він сформувався з уламків попереднього суперконтиненту, Паннотія, що існувала близько 600 мільйонів років тому. До цього утворення суперконтинентів відбувалося через нерегулярні проміжки часу. Наприклад, суперконтинент, що передував Паннотії, Родинія, існував з 1100 до 750 млн років тому, лише на 150 мільйонів років передуючи Паннотії. Попередній суперконтинент — Колумбія — існував з 1,8 до 1,5 мільярда років тому. До цього теорія припускає існування ще трьох суперконтинентів: Кенорланду з 2,7 до 2,1 мільярда років тому, Ура 3 мільярди років тому і Ваальбара від 3,6 до 2,8 мільярда років тому.
Гіпотетичний суперконтинентальний цикл є доповненням циклу Вїльсона (названий на честь канадського геолога Д. Т. Вільсона), який описує періодичне утворення і зникнення океанів. Найстарішому відомому океанському дну всього лише 170 мільйонів років, в той час як найстаршій ділянці континентальної земної кори — понад 4 мільярди років, так що континентальні цикли мають куди більш тривалу історію.
Відомо, що рівень моря низький в ті часи, коли континенти збираються разом і підвищується в міру їх розсування. Наприклад, рівень моря був низький під час утворення Пангеї (пермський період) і Паннотії (неопротерозой), і досягав максимумів в ордовику і крейдовому періоді, коли континенти розходилися. Це пояснюється тим, що вік літосфери під океанами відіграє важливу роль у визначенні глибини океанів: океанське дно утворюється в районах серединно-океанічних хребтів. У процесі руху кори від хребтів відбувається її охолодження і усадка, які призводять до потоншання кори та збільшення її щільності, що своєю чергою веде до зниження океанського дна далеко від серединно-океанічних хребтів.
Зі зниженням рівня дна збільшується обсяг океанських басейнів і знижується рівень океанів. Навпаки, молода земна кора під океанами призводить до більш дрібних океанів і більш високого рівня моря, який своєю чергою призводить до затоплення більшої частини материків.
Ці зв'язки «суперконтинент → старе дно океану → низький рівень моря» і «численні континенти → молоде дно океану → високий рівень моря» посилюються кліматичними факторами:
- Суперконтинент має континентальний клімат, що підвищує ймовірність заледеніння, яке додатково знижує рівень моря.
- Численні континенти мають більш морський клімат і рівень моря додатково не знижується.

Під час роздроблення суперконтиненту переважає рифтогенез; ця фаза змінюється фазою спокійного зростання океанів; змінюється своєю чергою фазою колізії континентів, яка починається зі зближення материків і ланцюжків островів і завершується зіткненнями самих материків. За цим сценарієм проходили події в палеозойському суперконтинентальному циклі й відбуваються зараз, у мезозойсько-кайнозойському циклі.

## Список суперконтинентів

### Можливі майбутні суперконтиненти
Американські вчені базуючись на супутникових спостереженнях прогнозують через 50 млн років утворення нового суперконтинента. Африка зіллється з Європою, Австралія рухаючись на північ поєднається з Азією, Атлантичний океан зникне.
- Пангея Ультима або Амазія (через ~250 — ~400 млн років);
- Австралія-Антарктида-Афроєвразія (через ~130 млн років).
- Австралія-Афроєвразія (через ~60 млн років)

### Сучасні суперконтиненти
- Афроєвразія (~5 млн років тому — наш час)
- Америка (~15 млн років тому — наш час)
- Євразія (~60 млн років тому — наш час)

### Давні суперконтиненти
- Гондвана (~600 — 30 млн років тому)
- Лавразія (~300 — 60 млн років тому)
- Пангея (~300 — 180 млн років тому)
- Лавруссія (~300 млн років тому)
- Паннотія (~600 — 540 млн років тому)
- Родинія (~1,1 млрд років тому — ~750 млн років тому)
- Колумбія або Нуна, (~1,8 — 1,5 млрд років тому)
- Кенорланд (~2,7 млрд років тому) — ймовірно перший суперконтинент в геологічній історії Землі, що існував в неоархеї. Назва походить від кеноранської фази складчастості.
- Ур (~3 млрд років тому)
- Ваальбара (~3,6 млрд років тому)